# Neoclimenes
Neoclimenes is een geslacht van kreeftachtigen uit de klasse van de Malacostraca (hogere kreeftachtigen).

## Soort
- Neoclimenes holthuisi Mitsuhashi, Li & Chan, 2010